# Saint-Julien-de-Crempse
Saint-Julien-de-Crempse è un comune francese di 211 abitanti situato nel dipartimento della Dordogna nella regione della Nuova Aquitania.

## Società

### Evoluzione demografica
Abitanti censiti